# Belediye Bingölspor
Belediye Bingölspor (oder nur Bingölspor) war ein Fußballverein aus der osttürkischen Provinz Bingöl.

## Geschichte

### Gründung
Der Verein wurde ursprünglich im Jahre 1981 unter dem Namen Bingölspor gegründet.
Nach der Gründung spielte man lange Zeit in den regionalen Amateurligen. 
In der Saison 1995/96 schaffte man den Sprung in die damalige zweite türkische Liga. Nach einer enttäuschenden Spielzeit stieg man wieder in die Drittklassigkeit ab. Auch hier spielte man nur zwei durchschnittliche Spielzeiten, sodass man am Ende der Saison 1999/2000 als Letztplatzierter mit nur vier aus 96 möglichen Punkten in die regionale Amateurliga abstieg.
In der Amateurliga weilte man einige Jahre ohne nennenswerte Erfolge, bis in der Saison 2006/07 der langersehnte Aufstieg in die TFF 3. Lig gelang. Seitdem spielte der Klub in dieser Liga und verpasste zweimal den Aufstieg nur knapp. 

### Neuzeit
In der Saison 2008/09 wurde der Verein zunächst in Bingöl Belediyespor und dann in Belediye Bingölspor umbenannt.
Ende der 2000er und Anfang der 2010er Jahre geriet der Verein in immer größere finanzielle Schwierigkeiten. Die Lage spitzte sich im Laufe der Viertligasaison 2013/14 zu. So hatte der Verein während der Hinrunde große Mühe, die Anfahrtkosten für die Auswärtsspiele zu decken, und wurde ständig vom Gläubigern aufgesucht. So konnte man die Anreise für das Auswärtsspiel vom 18. Spieltag gegen Beylerbeyi SK nicht antreten. Der türkische Fußballverband wertete das Spiel entsprechend seinem Reglement als 0:3-Niederlage und zog dem Verein zusätzlich weitere drei Punkte ab. Nachdem der Verein auch das Spiel gegen Kizilcabölükspor nicht angetreten war, trat das Reglement in Kraft, wonach Teams die innerhalb einer Saison grundlos zwei Spiele nicht antraten, automatisch zwangsabsteigen mussten. Alle verbliebenen Spiele des Klubs wurden als 0:3-Niederlage gewertet.